# República de Caucàsia sud-occidental
La República de Caucàsia sud-occidental existí de l'abril del 1918 al gener del 1919.
El 14 d'abril de 1918 els turcs ocuparen Batum, territori rus però que ara corresponia a la República de Transcaucàsia, i més exactament a Geòrgia. El 15 d'agost de 1918 el sultà va declarar Batum part de l'Imperi Otomà. Després de l'armistici de Mudros (11 de novembre de 1918) es va acordar que els britànics ocupessin la regió i els turcs se'n retirarien, però els militars turcs es van resistir a abandonar la zona i l'1 de desembre de 1918 van proclamar una República sota protecció otomana, anomenada República de Caucàsia sud-oriental (Güneydogulu Kafkazya Cumhureyeti) presidida per Cihangirzade Ibrahim Bey conegut com a Ibrahim Aydin (1874 - 1948). Els britànics van ocupar Batum (6 de desembre) però els turcofils resistien a altres zones. Els britànics establiren a Batum un consell regional que va proclamar la república el 21 de gener de 1919; el governador militar de Kars va constituir un govern provisional dirigit per Fakhr al-Din Pirioghlu (conegut per Fahrettin Pirioghlu) que reclamava la sobirania no sols sobre Kars, sinó sobre les regions turcòfones i musulmanes veïnes fins Batum i Gyumri (Aleksandrópol). Finalment el govern de Kars fou dissolt pels britànics el 19 d'abril de 1919.

## Bandera
La bandera de la república tenia els colors vermell i verd en vertical (1/ i 2/3) i al vermell la mitja lluna amb les puntes cap dalt, i l'estel, de color blanc.